# Ałła Myroniuk
Ałła Mykołajiwna Myroniuk (ukr. Алла Миколаївна Миронюк; ur. 10 czerwca 1966) – ukraińska szpadzistka, dwukrotna medalistka mistrzostw świata.
Podczas mistrzostw świata w Essen w 1993 roku reprezentantki Ukrainy w składzie: Ałła Myroniuk, Wiktorija Titowa i Lilija Iwaszko zdobyły brązowy medal w zawodach drużynowych. Wynik ten Ukrainki (w składzie: Anna Harina, Ałła Myroniuk, Wiktorija Titowa i Jewa Wybornowa) powtórzyły na rozgrywanych pięć lat później mistrzostwach świata w La Chaux-de-Fonds.
Nigdy nie wzięła udziału w igrzyskach olimpijskich.
Zdobyła ponadto srebrny medal w szpadzie drużynowej na mistrzostwach Europy w Płowdiwie w 1998 roku.